# Henri Saintin
Pour les articles homonymes, voir Saintin (homonymie).
Jean Louis Henry Saintin né à Ivry-sur-Seine le 13 octobre 1846 et mort à Paris le 12 juin 1899 est un peintre et aquafortiste français.

## Biographie
Fils d'un couple de marchands épiciers, Henri Saintin entre à l'École des beaux-arts de Paris où il devient élève d'Alexandre Ségé, d'Isidore Pils et de Charles Edme Saint Marcel. Il débute au Salon de Paris en 1867, avec une toile intitulée Mare sous bois au val Saint-Germain, en hiver. Il obtient en 1871 le prix Troyon pour une œuvre intitulée Une inondation. Exposant au Salon jusqu'en 1889, il reçoit cette année-là la médaille d'or dans le cadre de l'Exposition universelle de Paris. L'année suivante, il rejoint la Société nationale des beaux-arts, exposant à leur Salon jusqu'en 1899.
Travaillant à la reconstruction de l'hôtel de ville de Paris, il exécute des panneaux décoratifs pour le salon des Lettres.
Il est nommé chevalier de la Légion d'honneur le 12 juillet 1891 sur rapport du ministère de l'Instruction publique.
Peintre de scènes de genre, de paysages et de natures mortes, Saintin puisa son inspiration dans la forêt de Fontainebleau et les environs de Paris, la Côte-d'Or et surtout la Bretagne. Certaines de ses œuvres sont traduites en gravures par François Liénard et Maximilien Mayeur (British Museum). Il exécuta également quelques eaux-fortes et des dessins.
Il meurt le 12 juin 1899 à son domicile parisien au 155, rue Nationale, laissant pour veuve Amélie Hirsch. Il est inhumé le 14 juin.
Le contenu de son atelier est dispersé aux enchères à Paris à l'hôtel Drouot les 7 et 9 mai 1900.

## Collections publiques
- Auxerre, musée d'Art et d'Histoire : Le Soir, étang de Cernay, fusain sur papier[7].
- Chambéry, musée des Beaux-Arts : La Femme du jardinier, 1890, huile sur toile[8].
- Chamesson, mairie : Bord de rivière avec un peintre sur le motif , huile sur toile.
- Colmar, musée Bartholdi : Buste de la Statue de la Liberté, 1878, huile sur toile.
- Montfort-sur-Meu, mairie : Entrée du village de Montfort sur Meu, 1882, huile sur toile.
- Paris, musée Carnavalet : Vue de l'Exposition universelle de 1889, 1889, huile sur toile.
- Rennes, musée des Beaux-Arts L'Anse d'Erquy, 1876, huile sur toile.
- Saint-Brieuc, musée d'Art et d'Histoire : Après l'orage à Portrieux, 1894, huile sur toile[7].
- Tarbes, musée Massey :
  - Vallée de Roche-Gouët, 1883, huile sur toile ;
  - Paysage, huile sur toile.
- Toul, musée d'Art et d'Histoire : Intérieur de Jardin, 1887, huile sur toile.
- Tourcoing, MUba Eugène-Leroy : Soir d'automne, 1887, huile sur toile.
- Vannes, musée des Beaux-Arts La Cohue :
  - Neige en novembre, 1884, huile sur toile ;
  - Paysage, huile sur toile.
- Vic-en-Bigorre, hôtel de ville : Vallée de Roche-Gouët, Bretagne, 1883.

Œuvres d'Henri Saintin
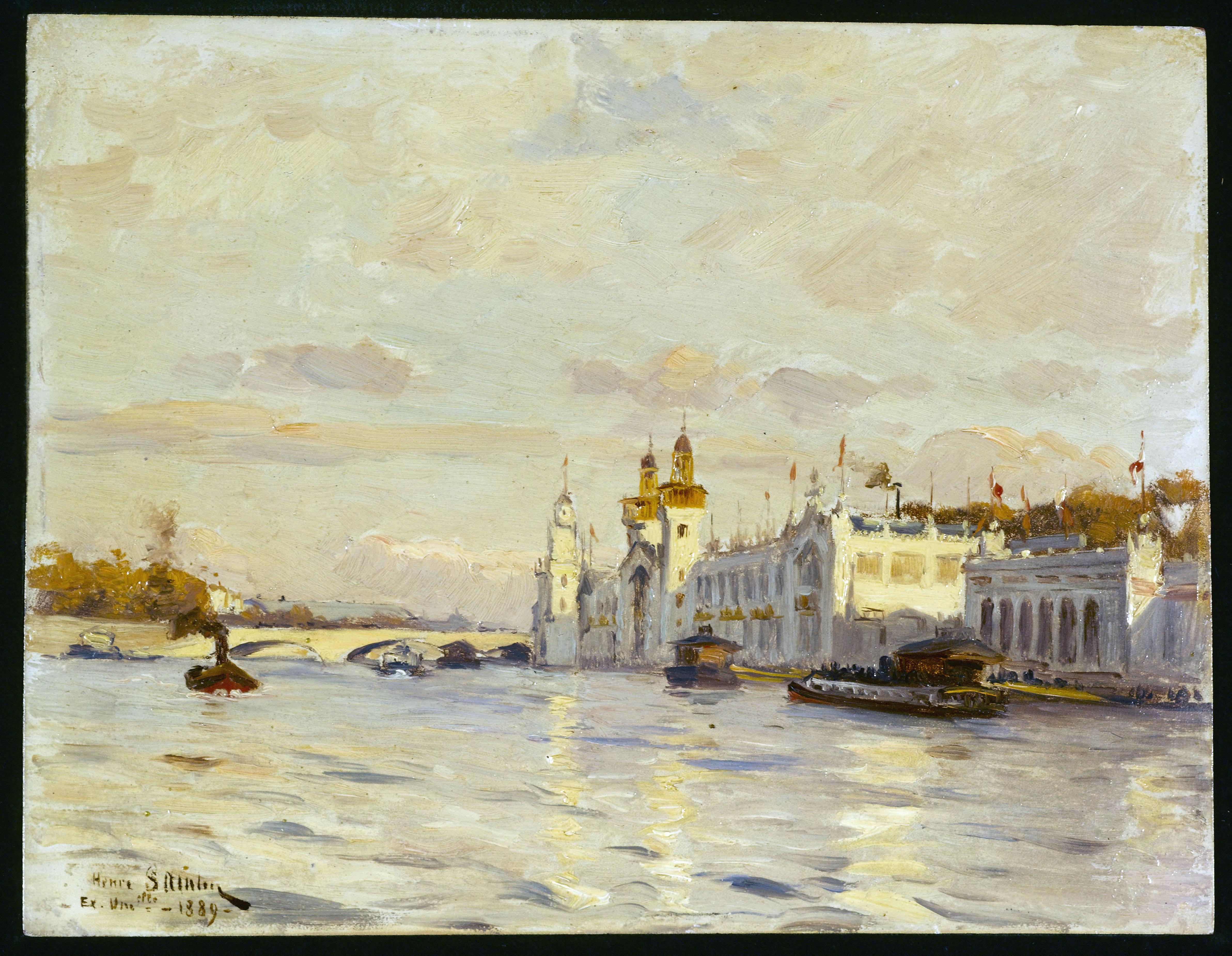
Vue de l'Exposition universelle de 1889 (1889), Paris, musée Carnavalet.
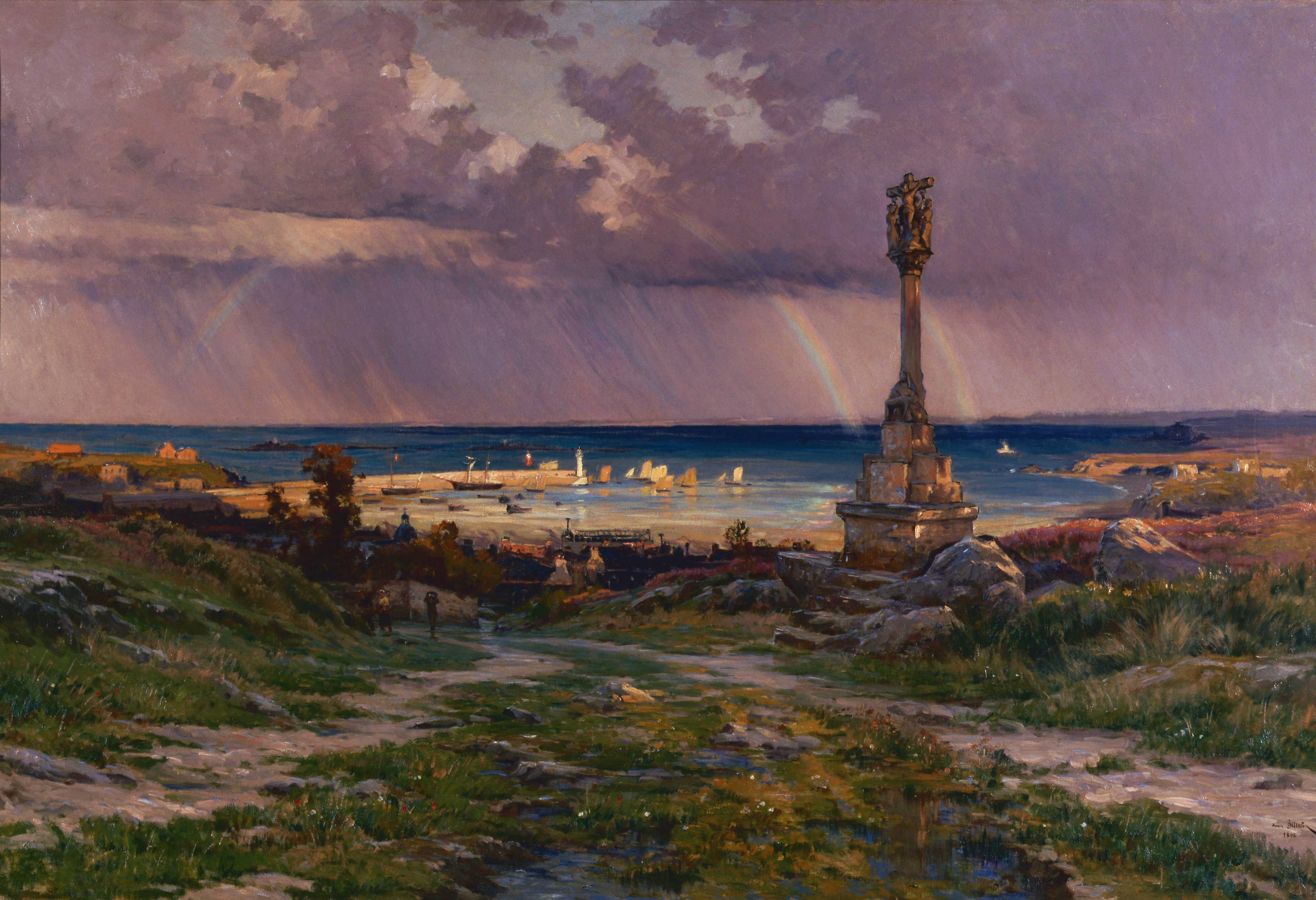
Après l'orage à Portrieux (1894), musée d'Art et d'Histoire de Saint-Brieuc.
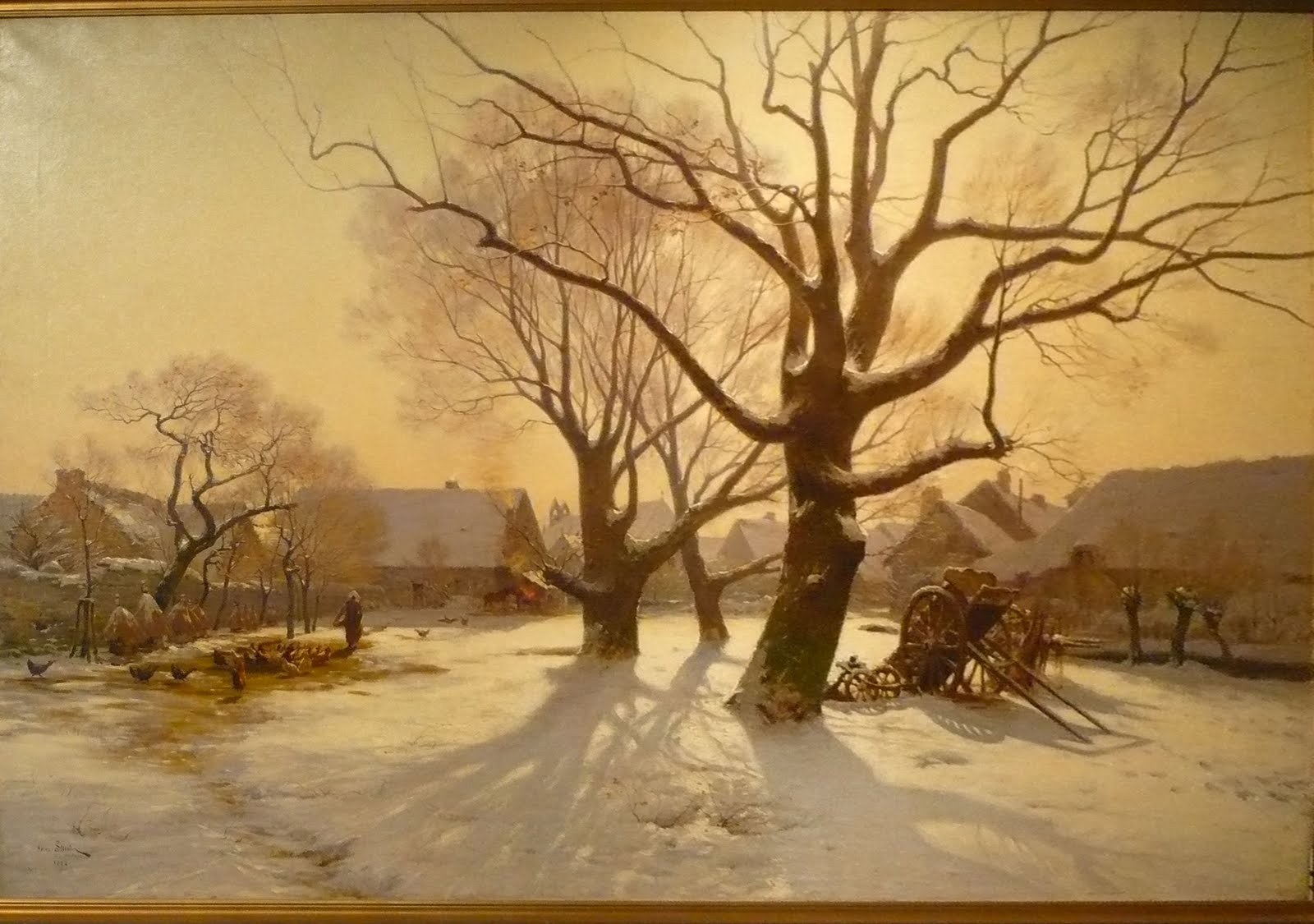
Paysage, Vannes, musée des Beaux-Arts La Cohue.